# Mùa săn (phim 2006)
Mùa săn là một bộ phim hoạt hình máy tính Mỹ 2006, được viết bởi Steve Bencich và Ron J. Friedman, đạo diễn là Jill Culton và Roger Allers, và đồng chỉ đạo bởi Anthony Stacchi.